# 下之郷駅
下之郷駅（しものごうえき）は、長野県上田市下之郷にある上田電鉄別所線の駅である。駅番号はBE09。

## 歴史

### 年表
- 1921年（大正10年）6月17日：上田温泉電軌により、川西線の駅として開業[1]。
- 1926年（大正15年）8月12日：依田窪線が開業、同線の起点駅となる。
- 1939年（昭和14年）
  - 3月19日：川西線が別所線、依田窪線が西丸子線に路線名称を変更し、それぞれの駅となる。
  - 9月1日：社名変更により、上田電鉄の駅となる。
- 1943年（昭和18年）10月21日：合併により、上田丸子電鉄の駅となる。
- 1961年（昭和36年）6月29日：西丸子線が同月25日の梅雨前線豪雨被害により休止となる。
- 1963年（昭和38年）11月1日：西丸子線が廃止となる。
- 1969年（昭和44年）5月31日：社名変更により、上田交通の駅となる。
- 1986年（昭和61年）10月1日：車両基地・車両工場が上田原より移転[1]。
- 2005年（平成17年）10月3日：鉄道部門子会社化により、上田電鉄の駅となる。上田電鉄の本社が置かれる。
- 2016年（平成28年）8月：駅ナンバリングが導入され、使用を開始[2][3]。
- 2019年（令和元年）10月12日：台風19号水害により千曲川橋梁が崩落し全線運行休止。
  - 10月15日：当駅 - 別所温泉駅間の列車運転再開。上田駅 - 当駅間でバスによる代行輸送開始。
  - 11月16日：城下駅 - 当駅間の列車運転再開。

### 上田丸子電鉄 下之郷駅
現在の駅から少し南、留置線部分に設置されていた。
上田温泉電気軌道依田窪線として開業した西丸子線の下之郷駅は、上田駅から直接丸子町を結ぶ路線として計画されていたという事情から、現在の駅の直前付近に西丸子線ホームへつながるポイントが設けられており、上田駅から西丸子駅へ行く場合はポイントを介して西丸子線ホームへ入る構造であったという。
しかし上田丸子電鉄となって以降は上田駅から西丸子線を介して丸子町を結ぶ便が運行されなくなり、もっぱら上田原駅にあった電車区への回送に使われるのみだった。西丸子線の電車は別所線同様上田原電車区所属であった。
西丸子線廃止後は物置として使用されていたものの、無人駅時代から上田交通時代の間は荒れ放題だった。現在は改装され、上田電鉄直営の鉄道資料館として使用されているが、イベントが開かれている時期のみの営業である。

## 駅構造
島式1面2線のホームを持つ地上駅であり、駅前のロータリー状の広場より構内踏切を通って入構する。ホーム上にはトイレは無く、西丸子線の旧駅構造物横に設置されているが、深夜から早朝にかけては施錠されて利用できない。別所線の中間駅では唯一の駅員配置駅であり、駅員は出札窓口にて切符等の販売を行うほか、ホーム出入口にて降車客からの運賃収受を行う。自動券売機設置駅（1機）。当駅構内が上田電鉄の登記上の本社所在地となっているほか、車両基地・留置線・変電所があり、当駅を発着の列車が始発・最終を中心に設定されている。上田電鉄唯一の夜間滞泊設定駅である。ホーム上に上田丸子電鉄時代からの設備を改修した駅舎があり、駅事務室と待合室からなる。元はホームから構内踏切を渡った場所に改札口を備えた駅舎があり、ホーム上には屋根と待合室しかなかった。西丸子線廃止後、別所線についても一時当駅での列車交換がなくなり、1970年代には構内踏切を廃止。線路はそのままに島式1面1線とし、現在の下り方ホームと駅舎の間に渡り板を置いて下り線路上に通路を造り使用していた。間もなく無人駅となったが、1980年代に駅員が再配置され、駅舎を解体し、ホーム上の待合室を改装・増築し新しい駅事務室を設けた。また中塩田駅での列車交換・折り返しを廃止して当駅にて列車交換・折り返しを行うことになり、ホームを島式1面2線に戻し、構内踏切を再置して上下線を使用するようになった。生島足島神社の最寄り駅であることから、その後ホーム上の駅舎建物外壁には同神社旧斎館「報恩殿」（2014年解体）の朱塗りの柱と漆喰の壁を模した装飾塗装が施され、現在の外観となった。2000年代にホームをかさ上げしている。旧駅舎があった場所は舗装され駐車スペース・駐輪場となっている。かつて二路線の分岐駅であったため駅構内は広く取られており、資材なども置かれている。
西丸子線廃止後、一旦は無人駅となっていたが、西丸子線を引き継いだバスの起点となっていたことや当駅にて列車交換・折り返しを行うことになった事情などにより再び駅員が配置されたという珍しい経歴を持つ。その関係で現在は別会社になった上田バスの回数券などの取扱いを行っている。上田原駅構内から車両基地が当駅構内に移転した後は駅員の他車両整備担当社員等も常駐している。かつては上田駅構内にも車両基地・留置線があったが、1997年の北陸新幹線長野先行開業に伴う上田駅改築・別所線高架化工事の際、当駅構内に統合され、以後別所線唯一の車両基地となっている。
なお、現在配置されている駅員は切符販売等の窓口業務と降車時の運賃収受を行い、乗車時の改札は行っていない。そもそも現在の駅舎は改札を行う前提の構造として設計されておらず、改札口はない。駅員が配置されているにもかかわらず乗車駅証明のための整理券発行機（1機）がホーム出入口に設置されており、"駅員の居る無人駅"といった扱いであるといえる。
2020年1月現在、終日駅員は配置されているが、窓口営業時間は7時30分から20時までであり、それ以外の時間は駅員は降車時の集札と列車の出発合図などに専念する。また、途中9時15分から9時30分まで入換作業を行うための休止時間が設けられている。
当駅から別所温泉方向には交換施設がないため、当駅から先は1列車のみ入れる（中野駅は交換施設が設置できる構造であるが、現時点では着工されていない）。

### のりば
| ホーム | 路線    | 方向 | 行先         |
| ------ | ------- | ---- | ------------ |
| 南側   | ■別所線 | 下り | 別所温泉方面 |
| 北側   | ■別所線 | 上り | 上田方面     |

- 案内上ののりば番号は設けられていない。

### その他の駅構内施設
- 上田電鉄本社（登記上の所在地。本社機能は上田交通本社内にある）
- 上田電鉄別所線技術区
- 上田電鉄下之郷変電所

## 利用状況
近年の一日平均乗車人員の推移は下記のとおり。
| 年度   | 一日平均 乗車人員 |
| ------ | ----------------- |
| 2010年 | 143               |
| 2011年 | 148               |
| 2012年 | 154               |
| 2013年 | 151               |
| 2014年 | 160               |
| 2015年 | 159               |
| 2016年 | 168               |
| 2017年 | 160               |

## 駅周辺
- 東塩田郵便局
- 生島足島神社[1]
- 長福寺（信州夢殿）[1]
- 社会福祉法人敬老園しものごう敬老園
- 上田バス「下之郷駅」停留所
- 上田電鉄　本社

## バス路線
上田バス
- 西丸子線　下之郷駅～東塩田小学校～富士山～（下組 ※一部の便のみ）～林間工業団地～原～御岳堂～河原町～丸子町
- 信州上田レイライン線（※4月1日～11月30日に運行。2021年5月1日、塩田町駅発着の「信州の鎌倉シャトルバス」から移行[5]）　下之郷駅～東塩田小学校～無言館～前山寺～さくら国際高校前～別所温泉駅～別所温泉

これら以外に生島足島神社の前にある生島足島神社前バス停から松本上田直行バスと美ヶ原高原観光バスが利用可能である。ただし上田駅方面行きは降車のみ上田駅発は乗車のみの利用可能である。

## 隣の駅
上田電鉄
■別所線
大学前駅（BE08） - 下之郷駅（BE09） - 中塩田駅（BE10）

### 廃止路線
上田丸子電鉄
西丸子線
下之郷駅 - 宮前駅